# Grattacieli con almeno 100 piani
Questa è la lista dei grattacieli con 100 o più piani.

## Grattacieli completati
Questo elenco comprende gli edifici la cui costruzione è completa, o hanno raggiunto la cima.
| Posizione | Struttura                              | Città        | Nazione             | Piani | Stato          | Anno | Altezza alla sommità architettonica | Altezza al tetto | Altezza al pinnacolo |
| --------- | -------------------------------------- | ------------ | ------------------- | ----- | -------------- | ---- | ----------------------------------- | ---------------- | -------------------- |
| 1         | Burj Khalifa                           | Dubai        | Emirati Arabi Uniti | 163   | Completato     | 2010 | 828 m                               | 739.44 m         | 829.8 m              |
| 2         | Shanghai Tower                         | Shanghai     | Cina                | 128   | Completato     | 2015 | 632 m                               | 565 m            | 632 m                |
| 3         | Goldin Finance 117                     | Tianjin      | Cina                | 128   | Cima raggiunta | 2021 | 597 m                               | 597 m            | 597 m                |
| 4         | Lotte World Tower                      | Seul         | Corea del Sud       | 123   | Completato     | 2015 | 554.5 m                             | 497.6 m          | 555.7 m              |
| 5         | Abraj Al Bait                          | La Mecca     | Arabia Saudita      | 120   | Completato     | 2011 | 601 m                               | 530 m            | 601 m                |
| 6         | Merdeka 118                            | Kuala Lumpur | Malaysia            | 118   | Completato     | 2023 | 678.9 m                             | 552.9 m          | 680.5 m              |
| 7         | Ping An Finance Centre                 | Shanghai     | Cina                | 116   | Completato     | 2017 | 599 m                               | 562 m            | 599 m                |
| 8         | Guangzhou CTF Finance Centre           | Guangzhou    | Cina                | 111   | Completato     | 2016 | 530 m                               | 530 m            | 530 m                |
| 9         | China Zun                              | Pechino      | Cina                | 108   | Completato     | 2018 | 528 m                               | 528 m            | 528 m                |
| 10        | International Commerce Centre          | Hong Kong    | Hong Kong           | 118   | Completato     | 2010 | 484 m                               | 484 m            | 484 m                |
| 11        | Willis Tower                           | Chicago      | Stati Uniti         | 108   | Completato     | 1974 | 442.1 m                             | 442.1 m          | 527 m                |
| 12        | Empire State Building                  | New York     | Stati Uniti         | 102   | Completato     | 1931 | 381 m                               | 381 m            | 449 m                |
| 13        | Guangzhou International Finance Center | Canton       | Cina                | 103   | Completato     | 2010 | 439 m                               | 439 m            | 439 m                |
| 14        | Taipei 101                             | Taipei       | Taiwan              | 101   | Completato     | 2004 | 508 m                               | 449.2 m          | 508 m                |
| 15        | Shanghai World Financial Center        | Shanghai     | Cina                | 101   | Completato     | 2008 | 492 m                               | 487.41 m         | 494.39 m             |
| 16        | Wuhan Greenland Center                 | Wuhan        | Cina                | 101   | Completato     | 2022 | 476 m                               | 476 m            | 476 m                |
| 17        | Chengdu Greenland Tower                | Chengdu      | Cina                | 101   | Cima raggiunta | 2026 | 468 m                               | 468 m            | 468 m                |
| 18        | Marina 101                             | Dubai        | Emirati Arabi Uniti | 101   | Completato     | 2014 | 426.5 m                             | 426.5 m          | 426.5 m              |
| 19        | Princess Tower                         | Dubai        | Emirati Arabi Uniti | 101   | Completato     | 2012 | 414 m                               | 414 m            | 414 m                |
| 20        | LCT Landmark Tower                     | Busan        | Corea del Sud       | 101   | Completato     | 2019 | 411 m                               | 411 m            |                      |
| 21        | St. Regis Chicago                      | Chicago      | Stati Uniti         | 101   | Completed      | 2020 | 365 m                               | 365 m            | 365 m                |
| 22        | KK100                                  | Shenzhen     | Cina                | 100   | Completato     | 2011 | 442 m                               | 427 m            | 442 m                |
| 23        | John Hancock Center                    | Chicago      | Stati Uniti         | 100   | Completato     | 1969 | 344 m                               | 344 m            | 457 m                |
| 24        | Australia 108                          | Melbourne    | Australia           | 100   | Completato     | 2020 | 316.7 m                             | 316.7 m          |                      |

## Grattacieli in costruzione
Questa è una lista di edifici in costruzione che prevede di avere 100 o più piani. Esso non comprende gli edifici proposti, approvati o che hanno raggiunto la cima.
Questo elenco include solo gli edifici che hanno effettivamente iniziato la costruzione e che devono ancora essere completati, vale a dire edifici che sono ufficialmente in costruzione o in sospeso che aspettano la continuazione futura dei lavori.
| Struttura                                | Città    | Nazione             | Piani completati | Piani | Anno | Altezza alla sommità architettonica | Note                                                                             |
| ---------------------------------------- | -------- | ------------------- | ---------------- | ----- | ---- | ----------------------------------- | -------------------------------------------------------------------------------- |
| Jeddah Tower                             | Jeddah   | Arabia Saudita      | 66               | 167   | 2024 | 1008 m                              |                                                                                  |
| Suzhou Zhongnan Center                   | Suzhou   | Cina                | 0                | 137   | 2021 | 729 m                               |                                                                                  |
| Wuhan Greenland Center                   | Wuhan    | Cina                | 97               | 126   | 2019 | 636 m                               |                                                                                  |
| Pentominium                              | Dubai    | Emirati Arabi Uniti | 28               | 122   |      | 516 m                               | Lavori fermi dal 2011                                                            |
| Wuhan CTF Finance Center                 | Wuhan    | Cina                | 0                | 121   | 2022 | 648 m                               |                                                                                  |
| World One                                | Mumbai   | India               | 76               | 117   | 2021 | 442 m                               |                                                                                  |
| Baoneng Shenyang Global Financial Center | Shenyang | Cina                | 14               | 114   | 2020 | 568 m                               |                                                                                  |
| Doha Convention Center Tower             | Doha     | Qatar               | 0                | 112   | 2016 | 551 m                               | Costruzione iniziata. In attesa dal 2011 fino alla nuova apertura dell'aeroporto |
| Busan Lotte World Tower                  | Pusan    | Corea del Sud       | 0                | 107   | 2020 | 510 m                               |                                                                                  |
| Qatar National Bank Tower                | Doha     | Qatar               | 0                | 101   |      | 510 m                               | Lavori di fondazioni iniziati. Lavori fermi dal 2010                             |
| Al Quds Endowment Tower                  | Doha     | Qatar               | 0                | 100   |      | 495 m                               | Lavori di fondazioni iniziati. Lavori fermi dal 2010                             |

## Grattacieli cancellati
Il seguente elenco è di quegli edifici di 100 o più piani, per i quali il progetto è stato avviato, ma ora è ufficialmente annullato.
| Struttura          | Città    | Nazione             | Piani | Altezza alla sommità architettonica (m) | Note |
| ------------------ | -------- | ------------------- | ----- | --------------------------------------- | --- |
| Nakheel Tower      | Dubai    | Emirati Arabi Uniti | 228   | 1400                                    | Progetto ambizioso in modo da rendere questa torre l'edificio più alto del mondo e il primo edificio più alto di 1000 metri. Il progetto venne presentato nel 2008 ma non si andò oltre a causa del grande costo (circa 35 miliardi di dollari) che avrebbe richiesto la costruzione. |
| Sky City           | Changsha | Cina                | 202   | 838                                     | L'edificio è stato inaugurato nel giugno 2013, con l'obiettivo di essere l'edificio più alto del mondo. Tuttavia, il 25 luglio 2013 il progetto è stato interrotto per insufficiente autorizzazione. Nel febbraio 2015 è stato riferito che la costruzione sarebbe continuata nel 2016, ma doveva essere approvata dal livello nazionale (solo per edifici oltre i 350 metri). Successivamente, nel luglio 2015, non si lavorava lì da due anni. Parte del materiale che avevano pianificato di utilizzare per la costruzione era ora utilizzato dagli abitanti dei villaggi locali, probabilmente rimuovendoli per creare un laghetto da pesca. |
| India Tower        | Mumbai   | India               | 125   | 718                                     | I lavori di fondazione sono iniziati nel 2010, ma i lavori si sono interrotti nel 2011 e sono stati annullati nel 2015. |
| Seoul Light Tower  | Seul     | Corea del Sud       | 133   | 643                                     | Questo edificio era il punto di riferimento proposto per la Digital Media City. La sua costruzione è iniziata nel 2008, ma è stata annullata nel 2011 a causa del conflitto tra la città di Seoul e la società di sviluppo. |
| Incheon Tower      | Incheon  | Corea del Sud       | 151   | 613                                     | I lavori di fondazione sono iniziati nel 2008. La costruzione si è interrotta nel 2009. |
| Chicago Spire      | Chicago  | Stati Uniti         | 150   | 610                                     | I lavori di fondazione sono iniziati per quello che sarebbe diventato il più alto edificio residenziale del mondo. Il progetto è stato cancellato nel 2008 dopo una storia finanziaria travagliata. |
| Russia Tower       | Mosca    | Russia              | 118   | 612                                     | La costruzione è iniziata e una pietra miliare fu posta. Il progetto è stato annullato nel 2009. |
| Burj Al Alam       | Dubai    | Emirati Arabi Uniti | 108   | 510                                     | Lavori di fondazioni iniziati. cancellato nel 2013. |
| Palazzo dei Soviet | Mosca    | Unione Sovietica    | 100   | 415                                     | La costruzione ebbe inizio nel 1937 sul sito della Cattedrale di Cristo Salvatore che era stata demolita nel 1931. La costruzione è stata fermata dall'invasione tedesca del 1941, ma il progetto non è mai stato ripreso dopo la guerra. La cattedrale è stata infine ricostruita nello stesso luogo nel 1990. |

## Grattacieli distrutti o demoliti
Questo elenco comprende i due grattacieli che in passato ebbero più di 100 piani, ma che sono stati distrutti.
| Struttura              | Città    | Nazione     | Piani | Anno di completamento | Anno in cui sono stati distrutti | Ragioni della distruzione        | Altezza all'ultimo piano | Altezza al tetto | Altezza del pinnacolo |
| ---------------------- | -------- | ----------- | ----- | --------------------- | -------------------------------- | -------------------------------- | ------------------------ | ---------------- | --------------------- |
| One World Trade Center | New York | Stati Uniti | 110   | 1972                  | 2001                             | Attentati dell'11 settembre 2001 | 411                      | 417              | 527.3                 |
| Two World Trade Center | New York | Stati Uniti | 110   | 1973                  | 2001                             | Attentati dell'11 settembre 2001 | 409                      | 415              |                       |

## Cronologia
Questa lista elenca le costruzioni con il maggior numero di piani con un numero maggiore di 100. 
| Dal  | Al       | Grattacielo                          | Città    | Nazione             | Piani | Anno di completamento |
| ---- | -------- | ------------------------------------ | -------- | ------------------- | ----- | --------------------- |
| 1931 | 1972     | Empire State Building                | New York | Stati Uniti         | 102   | 1931                  |
| 1972 | 2001     | Torri gemelle del World Trade Center | New York | Stati Uniti         | 110   | 1972                  |
| 2001 | 2010     | Willis Tower                         | Chicago  | Stati Uniti         | 108   | 1974                  |
| 2010 | Presente | Burj Khalifa                         | Dubai    | Emirati Arabi Uniti | 163   | 2010                  |